# Gare de Prilly-Malley
Pour les articles homonymes, voir Prilly et Malley.
La gare de Prilly-Malley est une halte ferroviaire dans le canton de Vaud en Suisse. Elle se situe à cheval sur les territoires des communes de Prilly et de Lausanne, dans le quartier de Malley, à proximité de la patinoire de Malley.

## Situation ferroviaire
La halte de Prilly-Malley est située sur la ligne Lausanne – Genève (150). Elle se situe entre la gare de Renens et la gare de Lausanne.

## Histoire
La construction de cette halte s'inscrit dans le cadre du projet de développement de l'ouest-lausannois, le schéma directeur de l'Ouest lausannois (SDOL). Le coût total des travaux, initialement devisé à 80 millions de francs,, ne s'est finalement élevé qu'à 65 millions de francs, répartis à parts égales entre le canton de Vaud et la Confédération. Les travaux, commencé le 1er décembre 2008, ont duré 3,5 ans. La station est officiellement inaugurée le 29 juin 2012 par le conseiller d'État François Marthaler pour sa dernière journée en tant que membre de l'exécutif de l'État de Vaud. Le premier train, paré de gerbes de fleurs entre dans la halte à 10 h 39. Il s'agit d'une rame RABe 523 de type FLIRT. Pour l'avenir, les CFF planifient un trafic de 6 000 voyageurs par jour empruntant cette halte,.

### Développement régional
François Marthaler ainsi que la commune de Prilly voient en cette gare, l'opportunité d'un développement industriel dans la plaine de Malley. Le potentiel de développement est important. En effet, les CFF et la commune de Lausanne ont échangé une parcelle de 18 000 m2 aux abords immédiats de la halte, dans le but de développer le quartier. À terme, le SDOL prévoit, grâce à l'implantation de la halte de Prilly-Malley, un doublement des postes de travail et de la population du quartier de Malley, soit 10 000 emplois et 8 400 habitants.

## Infrastructures
La halte est composée de trois quais longs permettant de servir quatre voies. Le système d'eurobalises ETCS est installé. Les indications pour les voyageurs, tels que les horaires, se font à l'aide d'écrans disposés dans le passage sous voies de la gare.
Un parking Velopass est directement attaché à la halte de Prilly-Malley, permettant ainsi le transfert rapide du vélo au rail. Cela émane de la volonté de François Marthaler de promouvoir des synergies entre la mobilité douce et le développement durable.

## Desserte
Prilly-Malley est desservie par les lignes S1, S2, S4, S5 et S6  du réseau express régional vaudois. Les lignes de bus 32, 18, 17 et 33 des Transports publics de la région lausannoise la desservent à distance aux arrêt Galicien ou Malley Nord et Malley Ouest, tandis que la station Malley de la ligne M1 du métro de Lausanne est située à 200 mètres environ, à hauteur des arrêts de bus éponymes. La future ligne T1 du tramway de Lausanne desservira la halte à la station Galicien.

## Galerie de photos

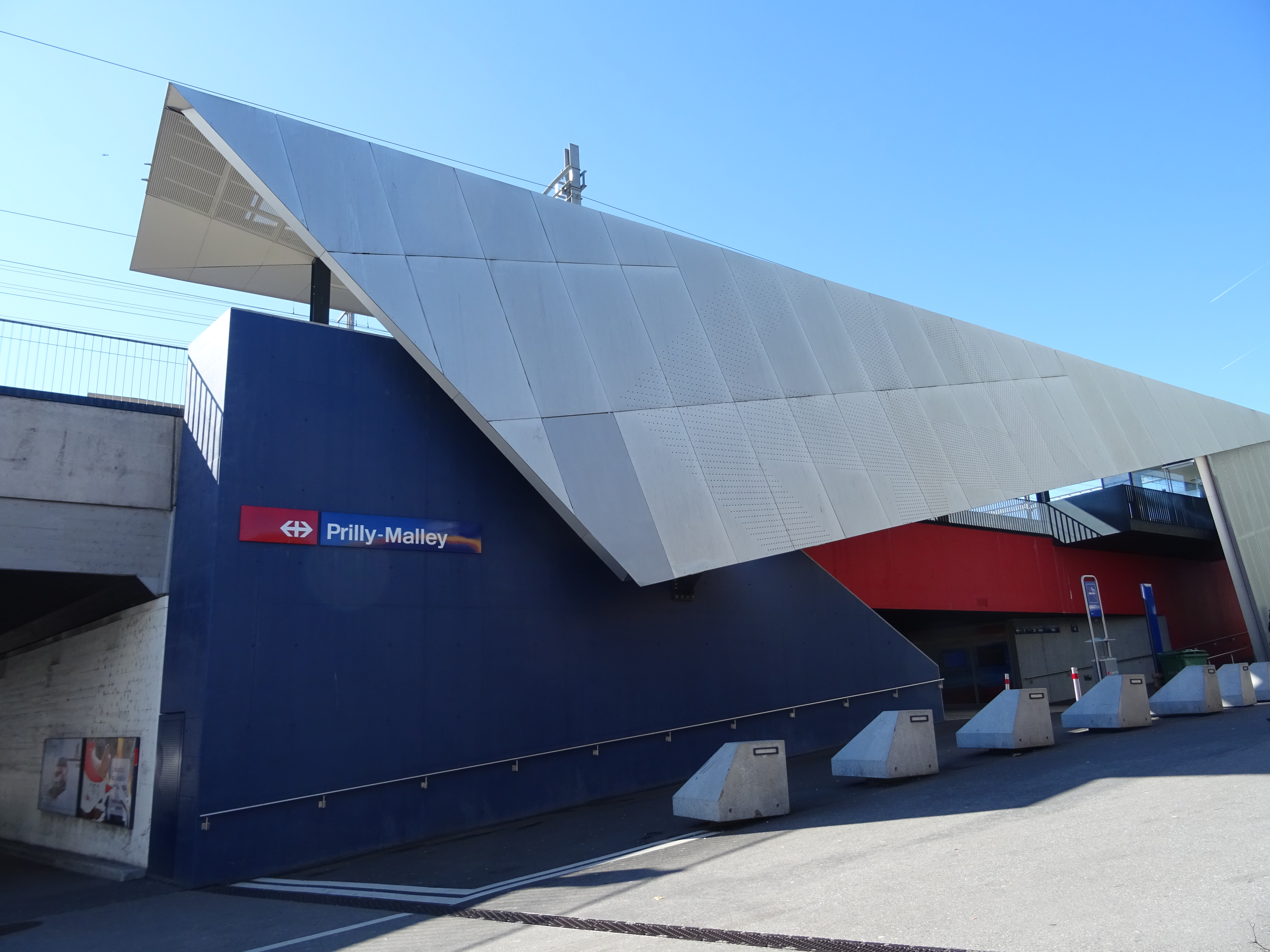
Entrée nord de la halte.
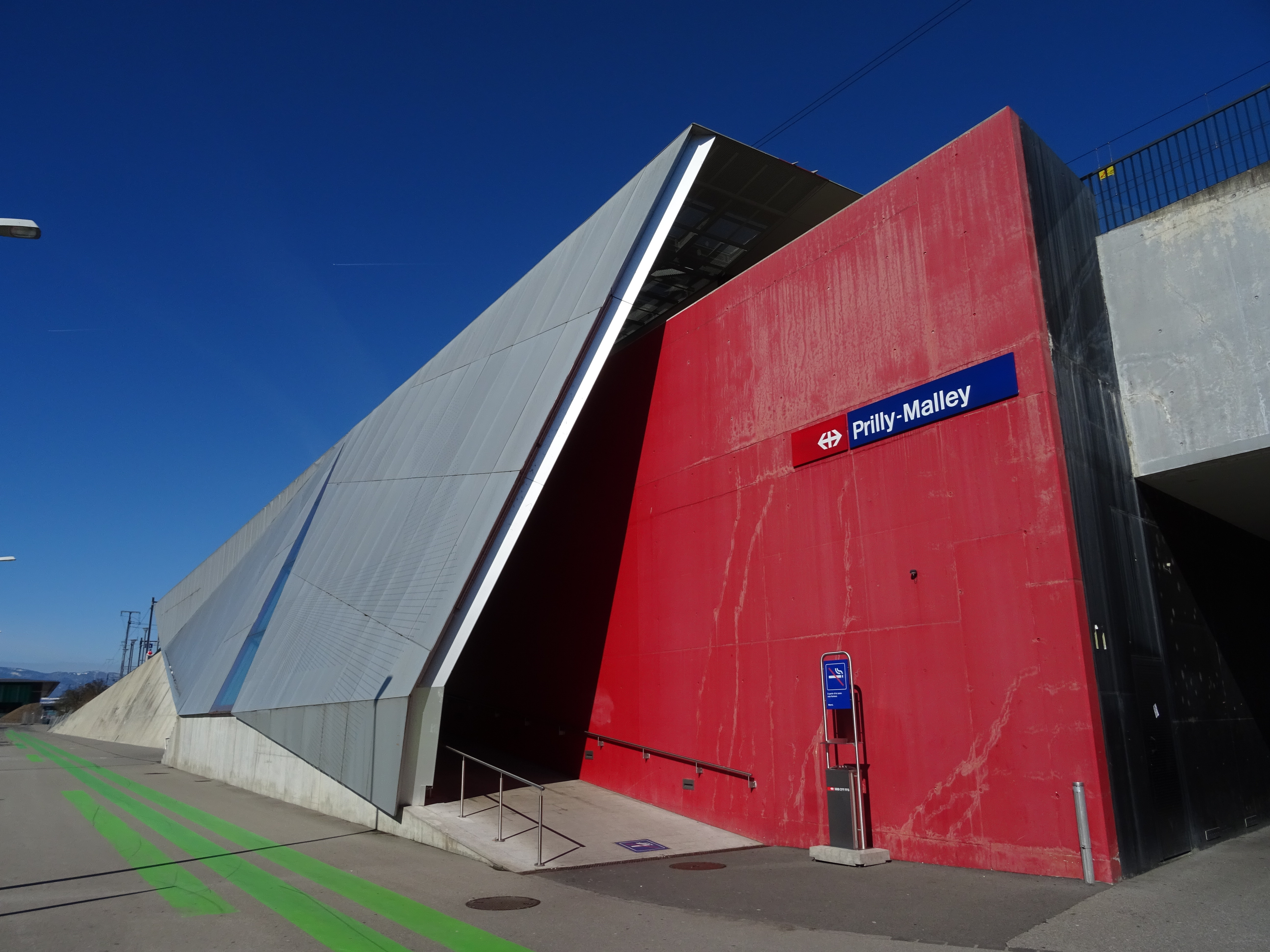
Entrée sud de la halte.
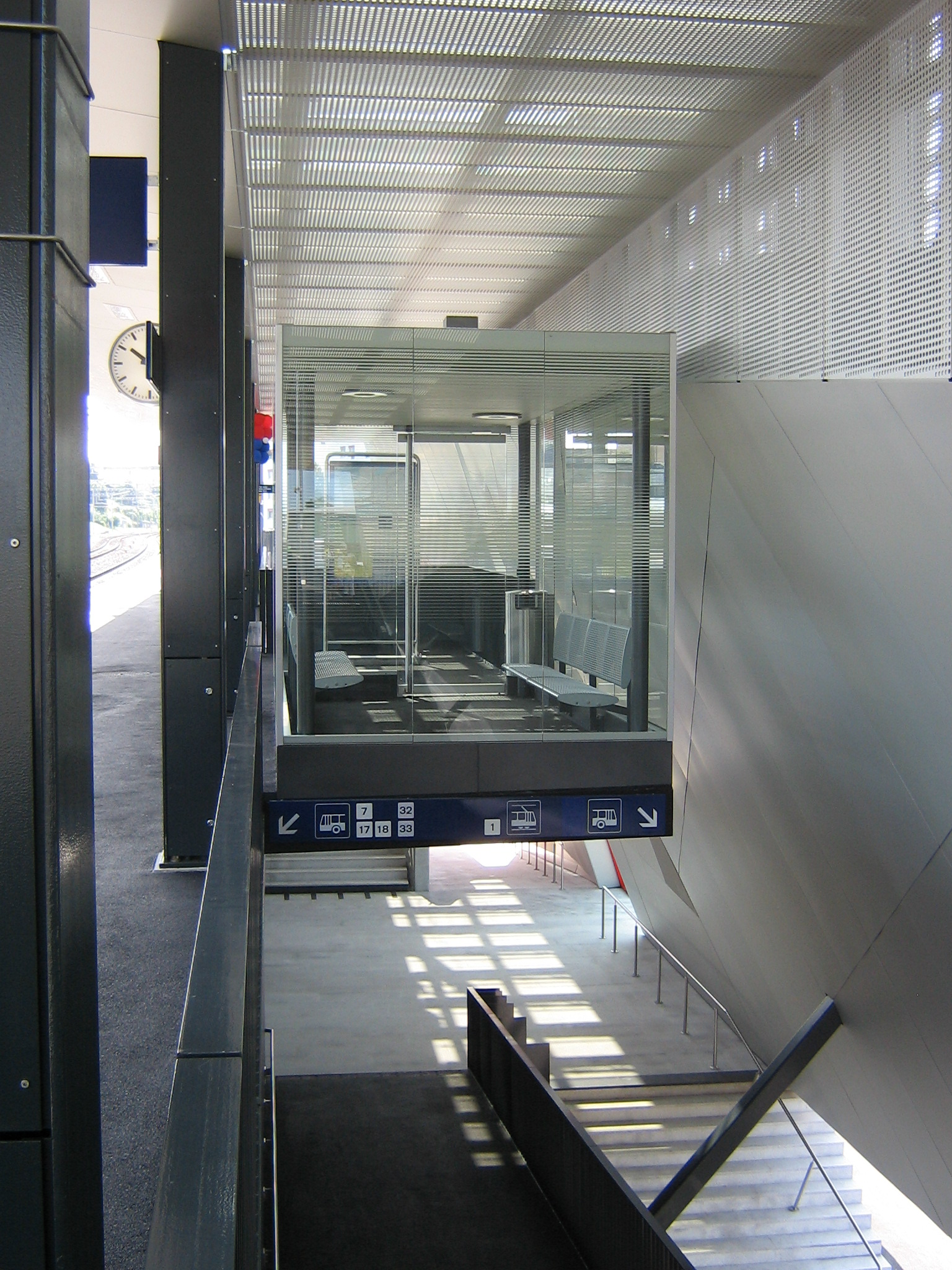
Salle d'attente suspendue.
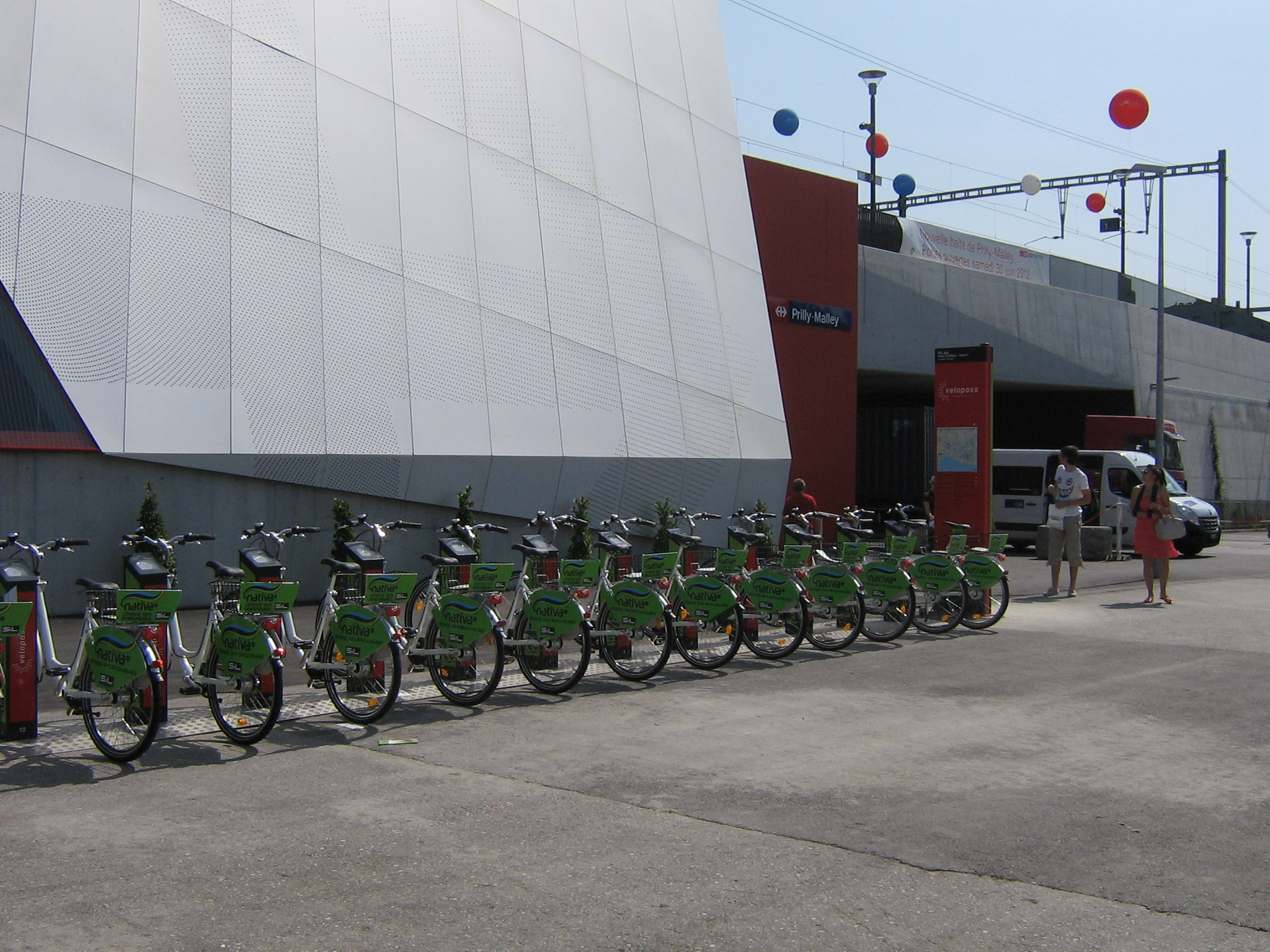
Parking Velopass attaché à la halte.
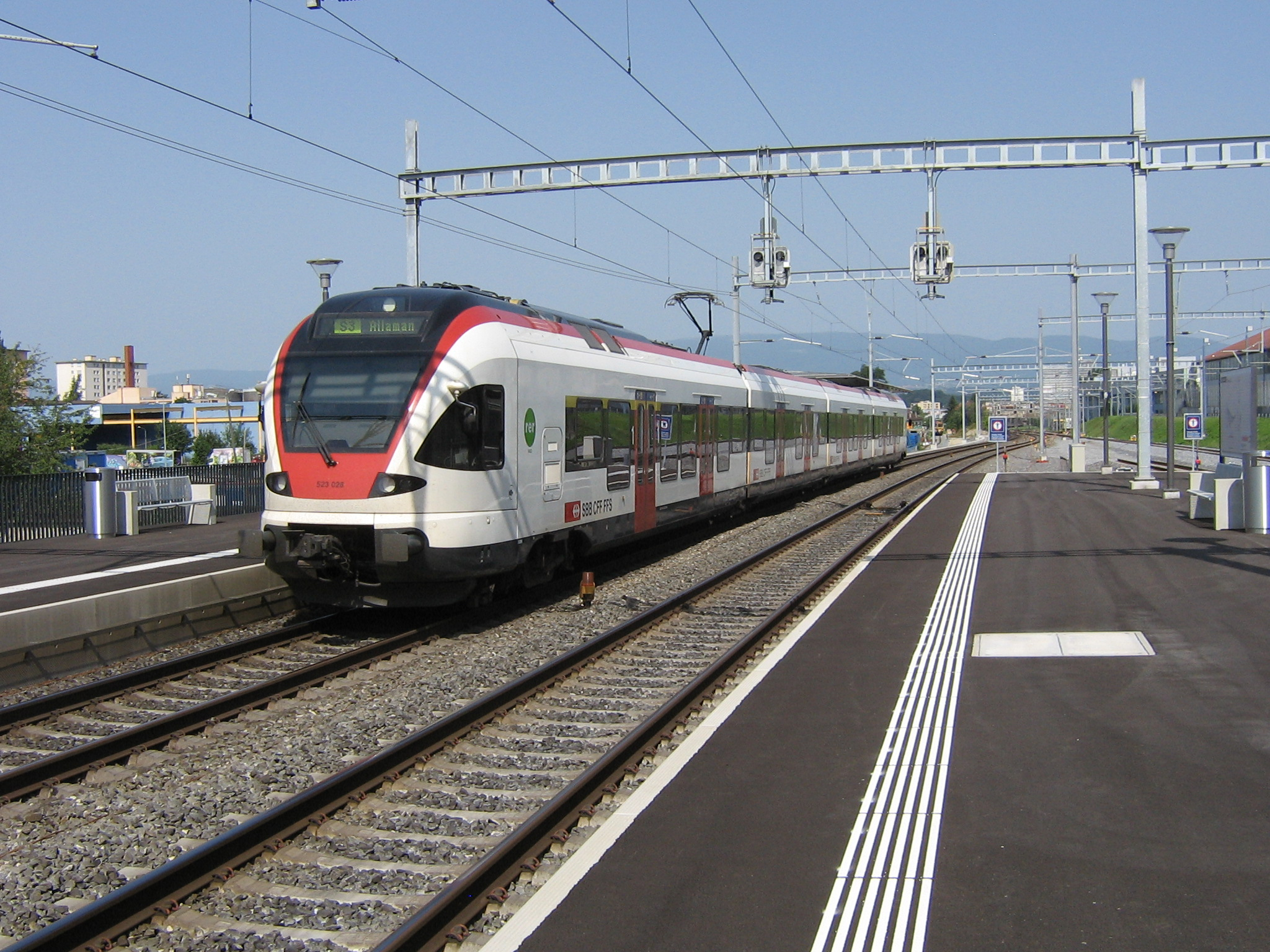
Rame FLIRT RABe 523 028 de la ligne S3 du RER Vaud quittant la halte de Prilly-Malley en direction de la gare de Renens.
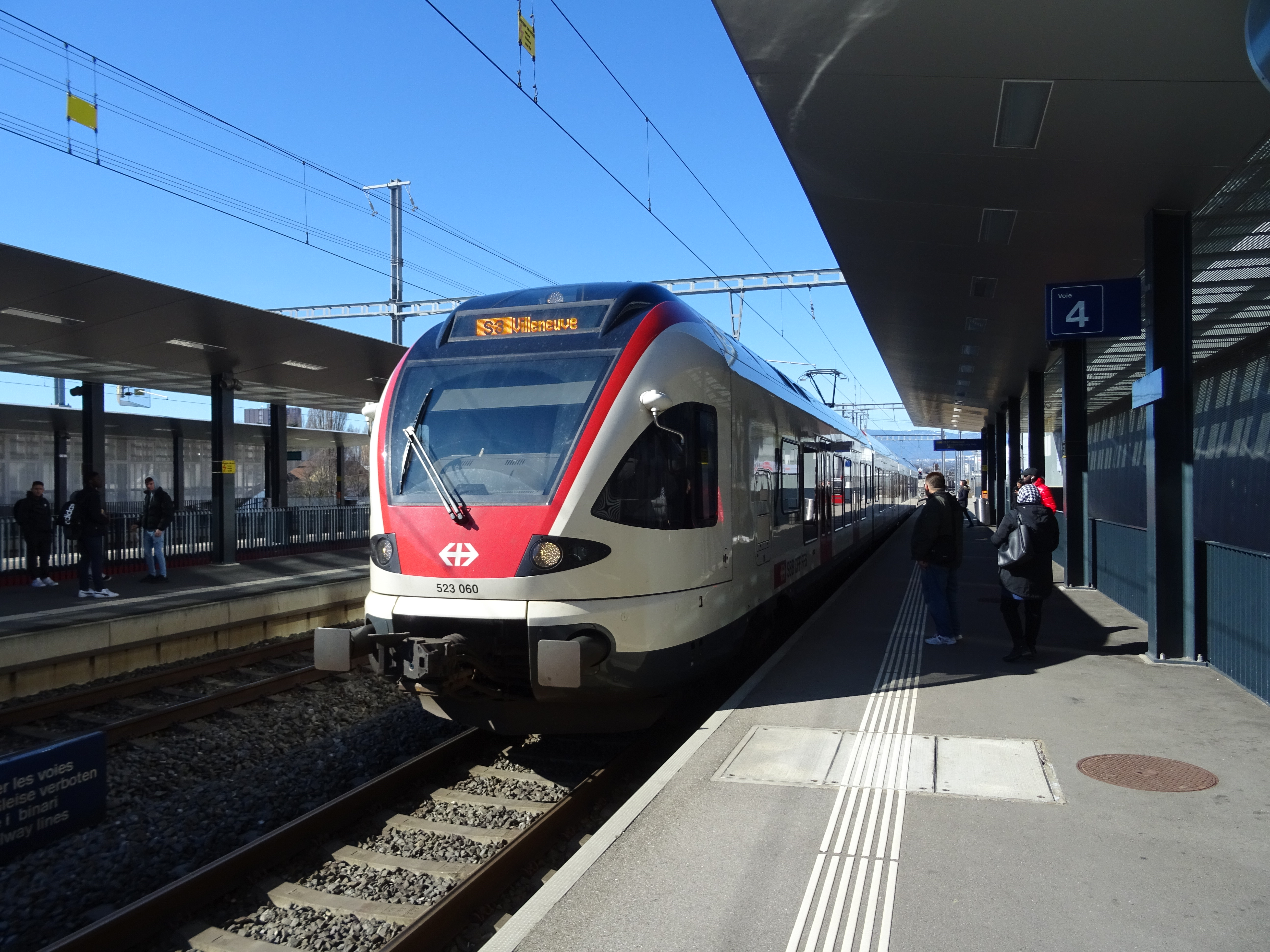
Rame FLIRT RABe 523 060 de la ligne S3 du RER Vaud à quai en direction de Villeneuve.